# Femme (singolo)
Femme è un singolo della cantante italiana Francesca Michielin, pubblicato il 16 novembre 2018 come quinto estratto dal terzo album in studio 2640.

## Descrizione
Si tratta dell'unico inedito contenuto nell'edizione vinile dell'album, quest'ultimo commercializzato a partire dal 7 dicembre 2018. Il testo della canzone, scritto da Michielin stessa con la collaborazione di Calcutta, tratta del mansplaining:

## Tracce
1. Femme – 3:23